# 奥尔尼亚克拉文
奥尔尼亚克拉文（法語：Orgnac-l'Aven，發音：[ɔʁɲak lavɛn]）是法国阿尔代什省的一个市镇，属于拉让蒂耶尔区。

## 地理
奥尔尼亚克拉文（44°18'22"N, 4°26'0"E）面积21.84 平方千米，位于法国奥弗涅-罗讷-阿尔卑斯大区阿尔代什省，该省份为法国东南部内陆省份，北起顺时针与卢瓦尔省、伊泽尔省、德龙省、沃克吕兹省、加尔省、洛泽尔省和上盧瓦爾省接壤。
与奥尔尼亚克拉文接壤的市镇（或旧市镇、城区）包括：维拉克堡、巴尔雅克、勒加恩、伊西拉克、蒙克吕。
奥尔尼亚克拉文的时区为UTC+01:00、UTC+02:00（夏令时）。

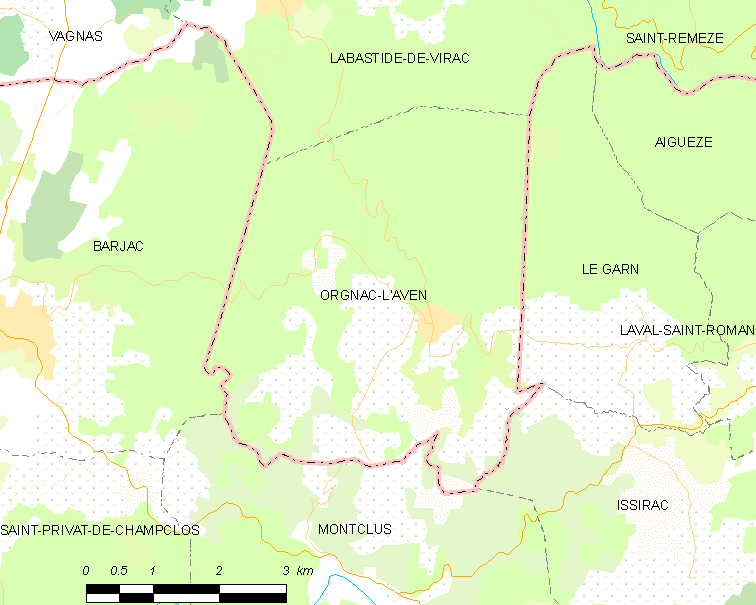
奥尔尼亚克拉文的OSM定位图

## 行政
奥尔尼亚克拉文的邮政编码为07150，INSEE市镇编码为07168。

## 政治
奥尔尼亚克拉文所属的省级选区为瓦隆蓬达尔克县。

## 人口

1962-2008年间奥尔尼亚克拉文人口变化图示

奥尔尼亚克拉文于2022年1月1日时的人口数量为566人。